# 第32回国民体育大会
第32回国民体育大会（だい32かいこくみんたいいくたいかい）は1977年（昭和52年）に青森県を会場に開催された。国体史上初めて冬（2大会）・夏・秋季の3季大会が同一県で行われた。のちにマスコミは完全国体と名付けた。スローガンは「心ゆたかに力たくましく」。天皇杯は開催地の青森県、皇后杯は東京都が獲得した。

## 大会概要
| 季    | 期間                    | 開催地                           | 競技数 | 参加者数 |
| ----- | ----------------------- | -------------------------------- | ------ | -------- |
| 冬    | 1977年1月22日 - 1月25日 | 青森県八戸市                     | 1      | 1,901    |
| 冬    | 1977年2月17日 - 2月20日 | 青森県大鰐町                     | 1      | 1,917    |
| 夏    | 1977年9月4日 - 9月7日   | 青森県青森市・むつ市・十和田湖町 | 4      | 3,678    |
| 秋    | 1977年10月2日 - 10月7日 | 青森県                           | 28     | 17,900   |
| 合 計 | 合 計                   | 合 計                            | 34     | 25,396   |

## 冬季大会

### スケート競技会
第32回国民体育大会冬季大会スケート競技会は、1月22日～1月25日に青森県八戸市で行われた。

#### 実施競技・会場一覧
| 競技名   | 種目種別       | 会場地 | 競技会場                                    |
| -------- | -------------- | ------ | ------------------------------------------- |
| スケート | スピード       | 八戸市 | 長根公園スケートリンク                      |
| スケート | フィギュア     | 八戸市 | 長根公園スケートリンク ゴードーアイスパレス |
| スケート | アイスホッケー | 八戸市 | 長根公園スケートリンク                      |

### スキー競技会
第32回国民体育大会冬季大会スキー競技会は、2月17日～2月20日に青森県大鰐町で行われた。

## 夏季大会

### 実施競技・会場一覧
- 水泳
- 漕艇
- ヨット
- カヌー

## 秋季大会

### 実施競技・会場一覧
- 陸上競技
- サッカー
- スキー
- テニス
- ホッケー
- ボクシング
- バレーボール
- 体操
- バスケットボール
- スケート
- レスリング
- ウェイトリフティング
- ハンドボール
- 自転車競技
- ソフトテニス
- 卓球
- 軟式野球
- 相撲
- 馬術
- フェンシング
- 柔道
- ソフトボール
- バドミントン
- 弓道
- ライフル射撃
- 剣道
- ラグビー
- 高校野球（公開競技）

## 総合成績

### 天皇杯
- 1位 - 青森県
- 2位 - 東京都
- 3位 - 愛知県

### 皇后杯
- 1位 - 東京都
- 2位 - 青森県
- 3位 - 愛知県